# Глејшер Вју (Аљаска)
Глејшер Вју (енгл. Glacier View) насељено је место без административног статуса у америчкој савезној држави Аљаска.

## Демографија
По попису из 2010. године број становника је 234, што је 15 (-6,0%) становника мање него 2000. године.
| Група             | 2000.       | 2010.       |
| Белци             | 221 (88,8%) | 216 (92,3%) |
| Афроамериканци    | 1 (0,4%)    | 0 (0,0%)    |
| Азијати           | 1 (0,4%)    | 1 (0,4%)    |
| Хиспаноамериканци | 0 (0,0%)    | 7 (3,0%)    |
| Укупно            | 249         | 234         |